# Luigi Tarantino
Luigi Tarantino (Nàpols, 10 de novembre de 1972) és un esportista italià ja retirat que va competir en esgrima, especialista en la modalitat de sabre.
Va participar en cinc Jocs Olímpics d'Estiu, entre els anys 1996 i 2012, obtenint en total quatre medalles en la prova per equips, bronze a Atlanta 1996 (juntament amb Raffaello Caserta i Antonio Terenzi), plata a Atenes 2004 (amb Aldo Montano i Giampiero Pastore), bronze a Pequín 2008 (amb Aldo Montano, Diego Occhiuzzi i Giampiero Pastore) i bronze a Londres 2012 (amb Aldo Montano, Diego Occhiuzzi i Luigi Samele).
Va guanyar 14 medalles en el Campionat del Món d'esgrima entre els anys 1995 i 2011, i 13 medalles en el Campionat d'Europa d'esgrima entre els anys 1992 i 2011.

## Palmarès internacional
| Jocs Olímpics      | Jocs Olímpics                | Jocs Olímpics | Jocs Olímpics    |
| Any                | Lloc                         | Medalla       | Prova            |
| ------------------ | ---------------------------- | ------------- | ---------------- |
| 1996               | Atlanta ( Estats Units)      | 3             | Sabre per equips |
| 2004               | Atenes ( Grècia)             | 2             | Sabre per equips |
| 2008               | Pequín ( R.P. de la Xina)    | 3             | Sabre per equips |
| 2012               | Londres ( Regne Unit)        | 3             | Sabre per equips |
| Campionat del món  |                              |               |                  |
| Any                | Lloc                         | Medalla       | Prova            |
| 1995               | l'Haia ( Països Baixos)      | 1             | Sabre per equips |
| 1995               | l'Haia ( Països Baixos)      | 3             | Sabre individual |
| 1997               | Ciutat del Cap ( Sud-àfrica) | 2             | Sabre individual |
| 1998               | La Chaux-de-Fonds ( Suïssa)  | 1             | Sabre individual |
| 1999               | Seül ( Corea del Sud)        | 3             | Sabre individual |
| 2002               | Lisboa ( Portugal)           | 2             | Sabre per equips |
| 2002               | Lisboa ( Portugal)           | 3             | Sabre individual |
| 2005               | Leipzig ( Alemanya)          | 2             | Sabre per equips |
| 2007               | Sant Petersburg ( Rússia)    | 3             | Sabre per equips |
| 2009               | Antalya ( Turquia)           | 2             | Sabre per equips |
| 2009               | Antalya ( Turquia)           | 3             | Sabre individual |
| 2010               | París ( França)              | 2             | Sabre per equips |
| 2011               | Catània ( Itàlia)            | 3             | Sabre individual |
| 2011               | Catània ( Itàlia)            | 3             | Sabre per equips |
| Campionat d'Europa |                              |               |                  |
| Any                | Lloc                         | Medalla       | Prova            |
| 1992               | Lisboa ( Portugal)           | 3             | Sabre individual |
| 1994               | Cracòvia ( Polònia)          | 3             | Sabre individual |
| 1996               | Llemotges ( França)          | 3             | Sabre individual |
| 1998               | Plòvdiv ( Bulgària)          | 2             | Sabre individual |
| 1998               | Plòvdiv ( Bulgària)          | 2             | Sabre per equips |
| 1999               | Bozen ( Itàlia)              | 2             | Sabre individual |
| 1999               | Bozen ( Itàlia)              | 3             | Sabre per equips |
| 2002               | Moscou ( Rússia)             | 2             | Sabre per equips |
| 2003               | Bourges ( França)            | 2             | Sabre per equips |
| 2003               | Bourges ( França)            | 3             | Sabre individual |
| 2009               | Plòvdiv ( Bulgària)          | 1             | Sabre per equips |
| 2010               | Leipzig ( Alemanya)          | 1             | Sabre per equips |
| 2011               | Sheffield ( Regne Unit)      | 1             | Sabre per equips |